# Djäkneboda
Djäkneboda är en småort i Bygdeå socken i Robertsfors kommun.
Byns bebyggelse ligger samlad runt omkring Djäknebodasjön med en F-3-skola.
I byn skedde krigshandlingar under 1809 års krig.